# Polystachya peruviana
Polystachya peruviana är en orkidéart som beskrevs av C.Nelson, J.Sutherl. och Fernaldcasas. Polystachya peruviana ingår i släktet Polystachya och familjen orkidéer. Inga underarter finns listade i Catalogue of Life.